# Limnodynastes dumerilii
Espèce
Synonymes
- Platyplectum superciliare Keferstein, 1867
- Heliorana grayi Steindachner, 1867
- Limnodynastes dumerilii grayi (Steindachner, 1867)
- Limnodynastes dorsalis insularis Parker, 1940
- Limnodynastes dumerilii insularis (Parker, 1940)
- Limnodynastes dumerilii fryi Martin, 1972
- Limnodynastes dumerilii variegatus Martin, 1972

Statut de conservation UICN

 LC  : Préoccupation mineure
Limnodynastes dumerilii est une espèce d'amphibiens de la famille des Limnodynastidae.

## Répartition
Cette espèce est endémique du Sud-Est de l'Australie. Elle se rencontre en Australie-Méridionale, au Victoria, en Nouvelle-Galles du Sud et au Queensland et en Tasmanie,.

## Publication originale
- Peters, 1863 : Eine Übersicht der von Hrn. Richard Schomburgk an das zoologische Museum eingesandten Amphibien, aus Buchsfelde bei Adelaide in Südaustralien. Monatsberichte der Königlich Preussischen Akademie der Wissenschaften zu Berlin, vol. 1863, p. 228-236 (texte intégral).